# Панир (геральдика)

Государственный флаг Российской Федерации

Пани́р (из немецкого, от фр. banniere, итал. bandiera, средневек.-лат. banderia, baneria) — главное знамя, государственный флаг, военное знамя; геральдический термин.
Слово «панир» не входит ни в словарь В. И. Даля, ни в словари М. Фасмера и С. И. Ожегова, ни в БЭС, но встречается в словарях А. Д. Михельсона и А. Н. Чудинова.
В российской геральдической системе государственный флаг (панир) имеет форму прямоугольника, в отличие от квадрата президентского штандарта.